# Roi Cooper Megrue
Roi Cooper Megrue 12 juni 1882 i New York, USA död 27 februari 1927 i New York, USA, amerikansk författare och dramatiker.

## Filmografi (urval)
- 1925 - Busters millioner
- 1936 - Annonsera!
- 1999 - The Bachelor

## Teater

### Dramatik (urval)
- White magic
- The neglected lady
- Under cover
  - Stormfågeln, Oscarsteatern 1916
- It Pays to Advertise
  - Annonsera, Vasateatern 1916
- Under Fire
- Abe and Mawruss
- Seven Chances
- Under Sentence
- Why Marry?
- Where Poppies Bloom
- Tea for Three
- Honors Are Even